# Attaque du 25 septembre 2020 à Paris
L'attaque du 25 septembre 2020 à Paris est une attaque terroriste islamiste commise à proximité des anciens locaux de Charlie Hebdo où deux personnes sont gravement blessées à l'arme blanche par un Pakistanais, fanatisé, qui affirme avoir agi en représailles de la récente republication par le journal des caricatures de Mahomet.

## Contexte
Le mercredi 2 septembre 2020 s'ouvre le procès des attentats de janvier 2015 à Paris, qui ont notamment visé la rédaction du magazine satirique Charlie Hebdo. À cette occasion, le 1er septembre, Charlie Hebdo republie les caricatures qui furent le prétexte à l'attaque terroriste le visant. 
Le gouvernement pakistanais et la TV d'État condamnent le jour même cette réédition. Le 3 septembre, une manifestation monstre a lieu à Muzaffarabad et voit le drapeau français piétiné, puis incendié, sans violence. La France ne convoque pas l'ambassadeur du Pakistan en France pour s'expliquer et rendre des comptes.
Le matin même des attentats, Le Figaro publie une tribune de Jean-Charles Brisard et de Thibault de Montbrial, où ceux-ci estiment que « l'hypothèse d'actions violentes ciblées contre des personnalités […] engagées dans la lutte contre le terrorisme ou contre l'islamisme en général nous paraît devoir être sérieusement envisagée », « cette situation étant d'autant plus marquée dans le contexte du procès des attentats de janvier 2015 ». 
Ils rappellent qu'al-Qaïda dans la péninsule Arabique a publié le 10 septembre 2020 un communiqué appelant à prendre pour cible le personnel du journal. D'autres appels ont été publiés par des sources proches d'al-Qaida.

## Attaque
Le 25 septembre 2020 dans la matinée, une attaque au tranchoir de boucher près des anciens locaux de l'hebdomadaire Charlie Hebdo rue Nicolas-Appert fait deux blessés — dont le pronostic vital ne serait plus engagé le soir de l'attaque — appartenant à l'équipe de production de Premières Lignes télévision.
Les deux victimes, une femme et un homme, sont grièvement blessées. Le trentenaire est conduit à la Pitié-Salpêtrière, où il est plongé dans le coma et opéré en urgence. Il souffre, selon son avocate, d'« Une boîte crânienne fendue, un cerveau atteint, un visage marqué ad vitam aeternam, une main gauche touchée ». Il ne reprend conscience que le 12 octobre et reste hospitalisé jusqu’en juillet 2021. La jeune femme, blessée au visage, au crâne et à un œil, est hospitalisée une semaine.

## Enquête
Un premier individu est rapidement arrêté place de la Bastille. Un second suspect, un Algérien de 33 ans aux vêtements tachés de sang, est arrêté près de la station de métro Richard-Lenoir ; il est totalement mis hors de cause quelques heures plus tard, l'enquête montrant qu'il a au contraire essayé de retrouver et d'immobiliser l'auteur de l'attaque,,, dans une démarche que le procureur antiterroriste Jean-François Ricard qualifie de « grand courage ».
Dans la journée du 25 septembre, cinq autres personnes, les colocataires du premier suspect, sont interpellées à Pantin,. 
Le parquet antiterroriste est immédiatement saisi et le ministre de l'Intérieur, Gérald Darmanin évoque « un acte de terrorisme islamiste ». Le parquet ouvre une enquête pour « tentative d’assassinat en relation avec une entreprise terroriste » et « association de malfaiteurs terroriste criminelle ».
Le premier suspect s'est présenté comme étant Hassan A., supposément âgé de 18 ans (en fait, de 25 ans), né à Mandi Bahauddin au Pakistan. Cette identité correspond à celle d’un jeune homme entré en France encore mineur trois ans auparavant, et déjà connu pour des faits de droit commun,. 
Placé en garde à vue, selon ses déclarations, il « assume son acte qu’il situe dans le contexte de la republication des caricatures [de Charlie Hebdo] qu'il n'a pas supportée »,. 
En juin 2020, trois mois plus tôt, il avait juste écopé d'un rappel à la loi, gare du Nord, alors qu'il transportait déjà avec lui une feuille de boucher, considérée comme une arme dangereuse, de catégorie D.
L'analyse du téléphone portable de l'attaquant dévoile une pièce d'identité au nom de Zaheer Hassan Mehmood, né le 25 janvier 1995, donc réellement âgé de 25 ans au moment des faits, ainsi qu'une vidéo, diffusée sur les réseaux sociaux, peu avant l'attaque, dans laquelle il annonce partir « sur le chemin du prophète », soutenant la thèse de la préméditation.  
Mehmood revendique également agir au nom des idées de Khadim Hussain Rizvi, fondateur et chef du parti politique pakistanais Tehreek-e-Labbaik Pakistan, un parti islamiste sunnite et d'extrême-droite pakistanaise, et qui s'est prononcé en faveur de l'application systématique de la peine de mort pour les cas de blasphème au Pakistan et même pour certaines critiques de cette loi anti-blasphème. Mehmood indique également suivre les idées d'Ilyas Qadri, fondateur et directeur de la Dawat-e-Islami, un mouvement sunnite barelvi apolitique, et qui rejette les actions violentes — l'un de ses porte-paroles se désolidarisera de l'attentat et le condamnera — mais dont certains membres n'hésitent pas à recourir à une variante islamiste du vigilantisme de leur propre initiative.  
Mehmood précise toutefois qu'il ne fait partie d'aucun des deux groupes. Dans son village de Kothli Qazi, ses agissements suscitent l'admiration de sa famille,. 
Le 29 septembre, le suspect est mis en examen pour tentatives d’assassinats en relation avec une entreprise terroriste. Il reconnaît avoir menti sur son identité, et il confirme que son nom et son âge sont ceux de la pièce d'identité trouvée dans son téléphone, et explique avoir voulu initialement incendier les locaux qu'il pensait être ceux de Charlie Hebdo, ne décidant d'agresser des personnes qu'une fois arrivé sur place. 
Les dix autres personnes placées en garde à vue depuis le début de l'affaire ont toutes été relâchées.
Le 25 mars 2024, Mehmood est renvoyé devant la cour d'assises des mineurs spéciale pour tentatives d'assassinats terroristes et association de malfaiteurs terroriste criminelle, aux côtés de 5 coaccusés.

## Procès
En janvier 2025, Zaheer Mahmood comparait pour tentatives d’assassinats terroristes et association de malfaiteurs terroriste criminelle devant la cour d'assises des mineurs. Il est alors âgé de 29 ans. Lui et ses cinq co-accusés sont Pakistanais et sont arrivés en France entre 2018 et 2019, dont deux étaient mineurs au moment des faits. L'enquête a établi des contacts réguliers entre Zaheer Mahmood et ces hommes avec notamment l'échange de vidéos de prêches prônant la décapitation pour les blasphémateurs.
Lors du procès, l'accusé principal affiche une position de contrition et demande pardon aux victimes. Il déclare notamment « La vérité, c’est que j’étais traumatisé par les caricatures. Mais aujourd’hui, je me dis que j’en ai peut-être trop fait ». Il évoque aussi un gouffre culturel avec son pays d'origine : « si quelqu’un blasphème au Pakistan, ça soulève les foules, la mentalité est très différente d’ici ». Il est décrit comme « immature, presque enfantin » et « intolérant à la frustration » par les experts psychiatres.
Le 23 janvier 2025, Zaheer Mahmood est condamné à 30 ans de réclusion, et ses co-accusés écopent de peines de 3 à 12 ans, en plus d'interdiction définitive du territoire français pour les majeurs.

## Analyse
Selon Marc Hecker, chercheur à l'Institut français des relations internationales (Ifri) et spécialiste du terrorisme, qui analyse l'attentat de Nice le 29 octobre, celui devant les anciens locaux de Charlie Hebdo et d'Éragny le 16 octobre, « la recrudescence de ces dernières semaines est très probablement liée au procès Charlie Hebdo et à la republication des caricatures, qui a suscité de fortes réactions dans la djihadosphère ».